# Eurorégion Siret-Prut-Nistre
Créée en 2005, l'Eurorégion Siret-Prut-Nistre (en roumain Euroregiunea Siret-Prut-Nistru, en gagaouze Evrobölgä Siret–Prut–Nistru) est l'une des eurorégions de l'ancien bloc de l'Est. Elle tire son nom de trois cours d'eau qui la traversent : le Siret, le Prout et le Nistre (en roumain Nistru, en ukrainien Dnister) et regroupe des territoires moldaves et roumains soit une superficie d'environ 34 000 km2 avec environ 3,7 millions d'habitants. Les collectivités territoriales qui l'ont formée sont :
- dans l'Union européenne, en Roumanie : les județ roumains de Iași, Prahova et Vaslui ;
- dans la Communauté des États indépendants, en Moldavie :
  - 25 raions :
    - dans la Région Nord (Țara de Sus ou Haute-Moldavie) 7 raions sur 11 : ceux de Drochia, Fălești, Florești, Glodeni, Rîșcani, Sîngerei et Soroca ;
    - dans la Région Centre (Țara de Mijloc ou Moyenne-Moldavie) 13 raions sur 14 : ceux d'Anenii Noi, Călărași, Criuleni, Dubăsari, Hîncești, Ialoveni, Nisporeni, Orhei, Rezina, Șoldănești, Strășeni, Telenești et Ungheni ;
    - dans la Région Sud (Țara de Jos ou Basse-Moldavie) 5 raions sur 8 : ceux de Basarabeasca, Căușeni, Cimișlia, Leova et Ștefan Vodă ;

  - la région autonome de Gagaouzie comportant 3 dolays.

## Composition détaillée
|       | Collectivité territoriale | Population, hab. | Superficie, km² | Densité, hab./km² |
| ----- | ------------------------- | ---------------- | --------------- | ----------------- |
| 01.   | Județ de Iași             | 772 348          | 5 476           | 140               |
| 02.   | Județ de Prahova          | 762 886          | 4 716           | 160               |
| 03.   | Județ de Vaslui           | 375 148          | 5 318           | 70,5              |
| 04.   | Gagaouzie                 | 161 900          | 1 848           | 84,5              |
| 05.   | Raion d'Orhei             | 125 400          |                 | 102,3             |
| 06.   | Raion de Hîncești         | 121 200          |                 | 82,3              |
| 07.   | Raion d'Ungheni           | 117 400          |                 | 99,1              |
| 08.   | Raion de Ialoveni         | 100 700          |                 | 127,8             |
| 09.   | Raion de Soroca           | 100 100          |                 | 96,0              |
| 10.   | Raion de Sîngerei         | 92 600           |                 | 90,1              |
| 11.   | Raion de Strășeni         | 92 100           |                 | 125,6             |
| 12.   | Raion de Fălești          | 91 900           |                 | 85,8              |
| 13.   | Raion de Căușeni          | 91 300           |                 | 69,9              |
| 14.   | Raion de Florești         | 88 700           |                 | 82,3              |
| 15.   | Raion de Drochia          | 88 500           |                 | 88,9              |
| 16.   | Raion d'Anenii Noi        | 83 400           |                 | 93,7              |
| 17.   | Raion de Călărași         | 78 500           |                 | 104,2             |
| 18.   | Raion de Criuleni         | 73 700           |                 | 106,7             |
| 19.   | Raion de Telenești        | 73 100           |                 | 86,6              |
| 20.   | Raion de Ștefan Vodă      | 71 000           |                 | 71,4              |
| 21.   | Raion de Rîșcani          | 68 700           |                 | 73,8              |
| 22.   | Raion de Nisporeni        | 66 100           |                 | 105,4             |
| 23.   | Raion de Cimișlia         | 60 800           |                 | 65,9              |
| 24.   | Raion de Glodeni          | 60 400           |                 | 80,7              |
| 25.   | Raion de Leova            | 53 200           |                 | 69,7              |
| 26.   | Raion de Rezina           | 51 200           |                 | 83,4              |
| 27.   | Raion de Taraclia         | 44 000           |                 | 65,4              |
| 28.   | Raion de Șoldănești       | 42 400           |                 | 71,4              |
| 29.   | Raion de Dubăsari         | 35 200           |                 | 114,2             |
| 30.   | Raion de Basarabeasca     | 28 700           |                 | 97,8              |
| TOTAL |                           |                  |                 |                   |

## Images

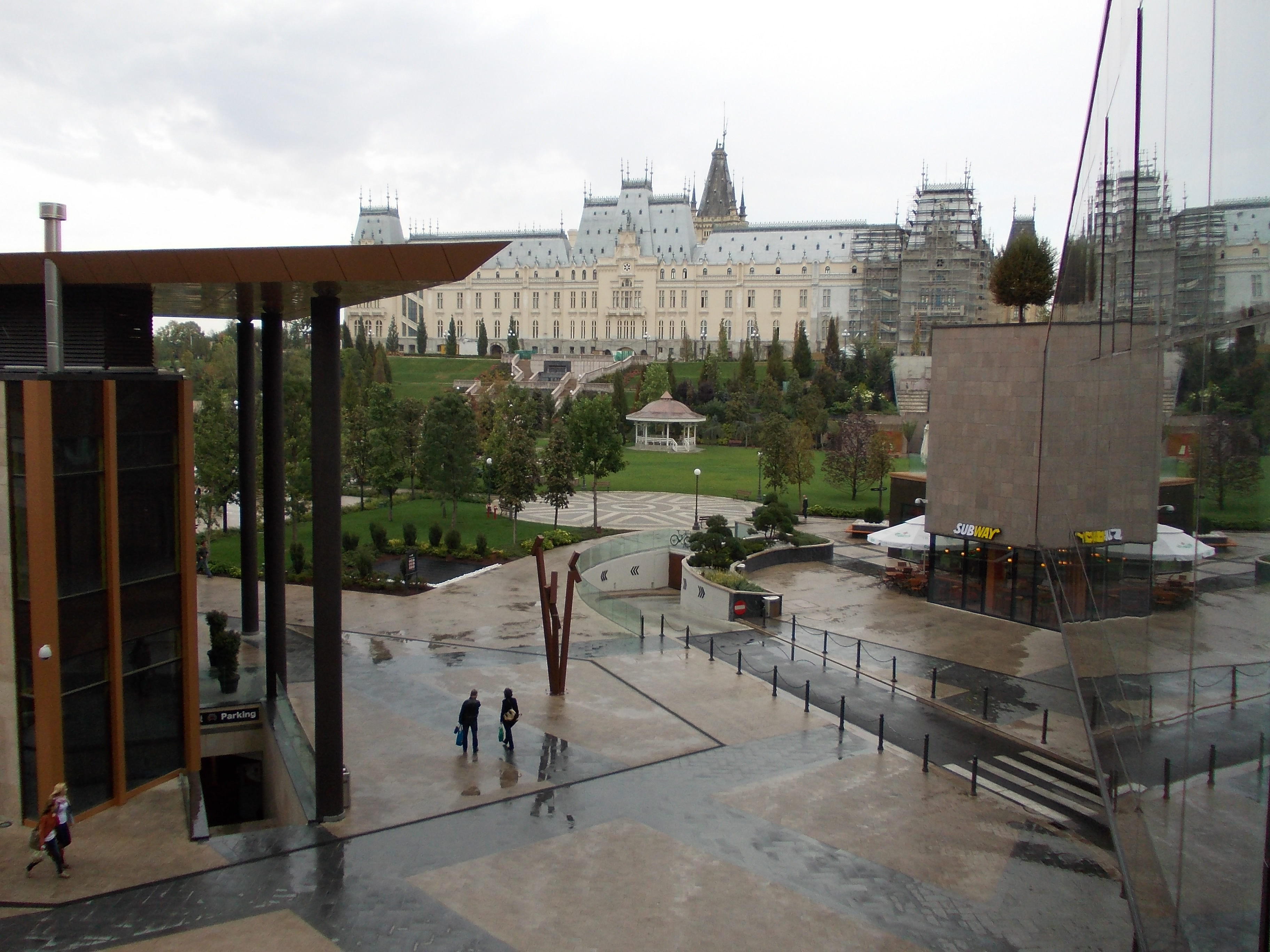
Parc de Palas, à Iaşi, capitale de l'Eurorégion
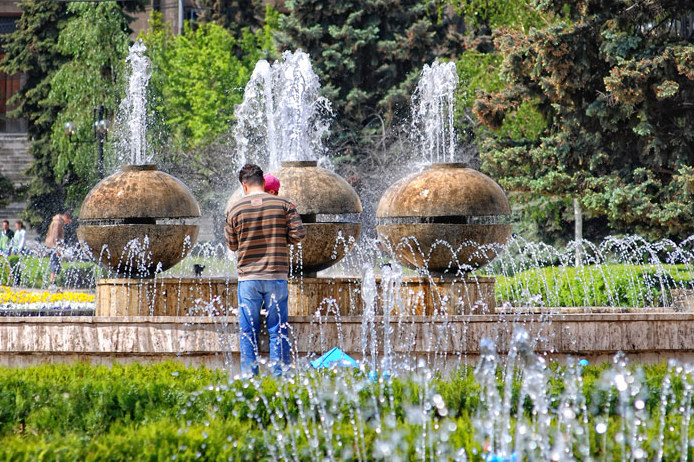
Ploiești, chef-lieu du județ de Prahova
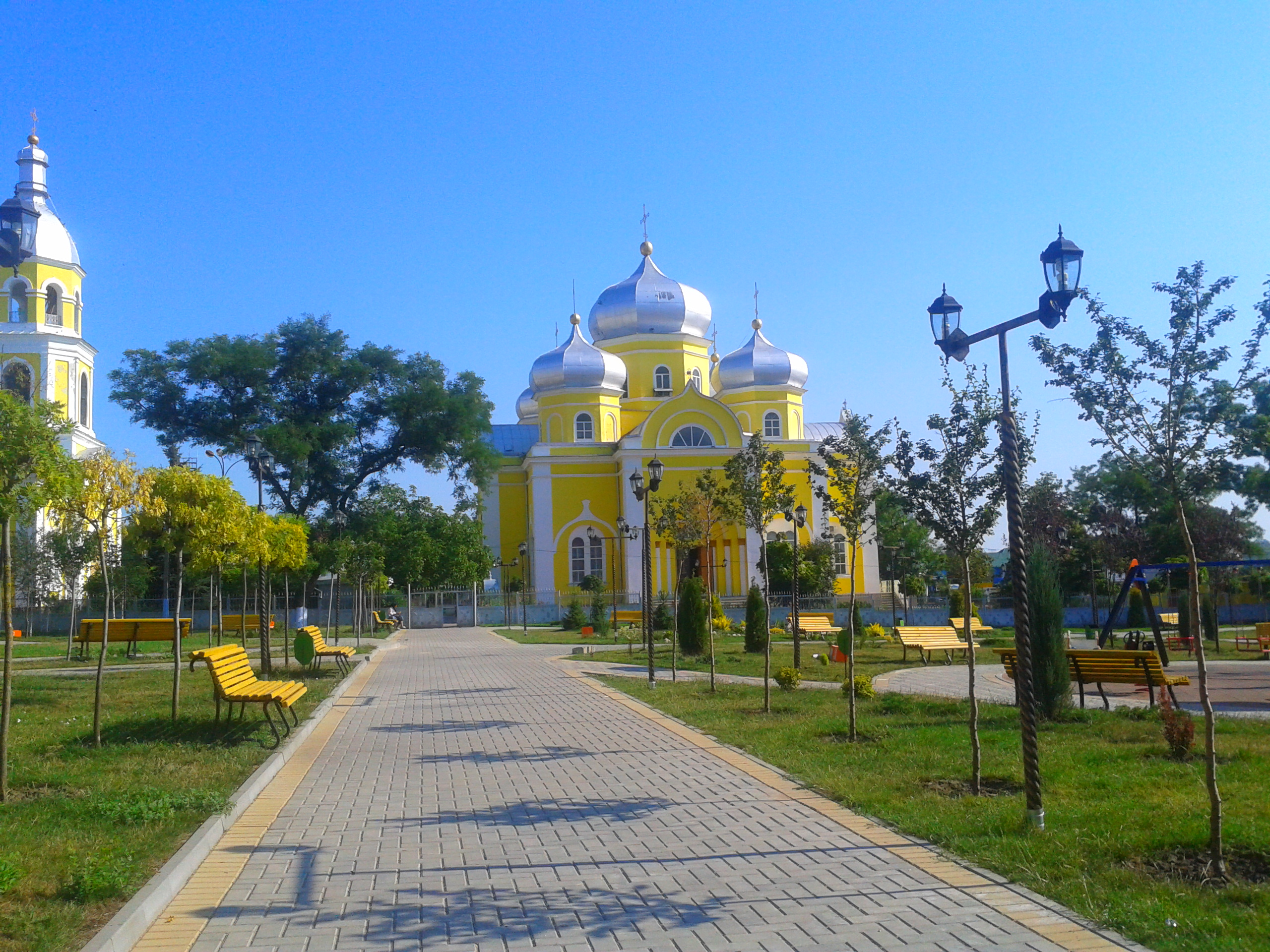
Comrat, capitale de la Gagaouzie
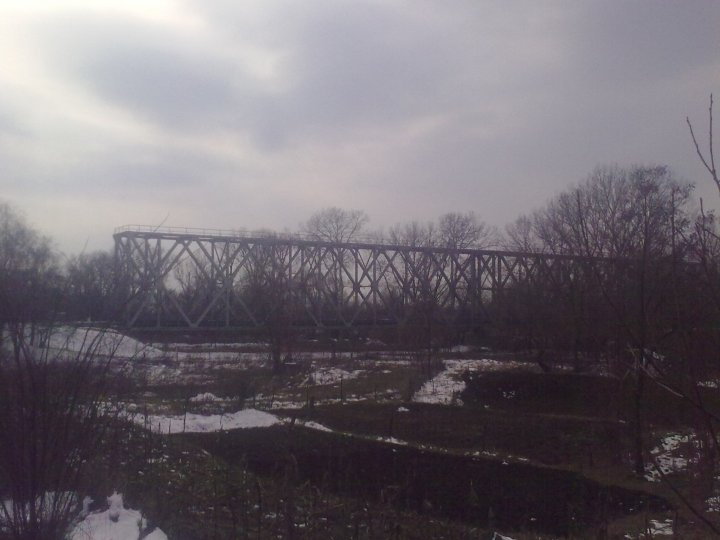
Le pont dit « d'Eiffel » à Ungheni, chef-lieu du Raion d'Ungheni
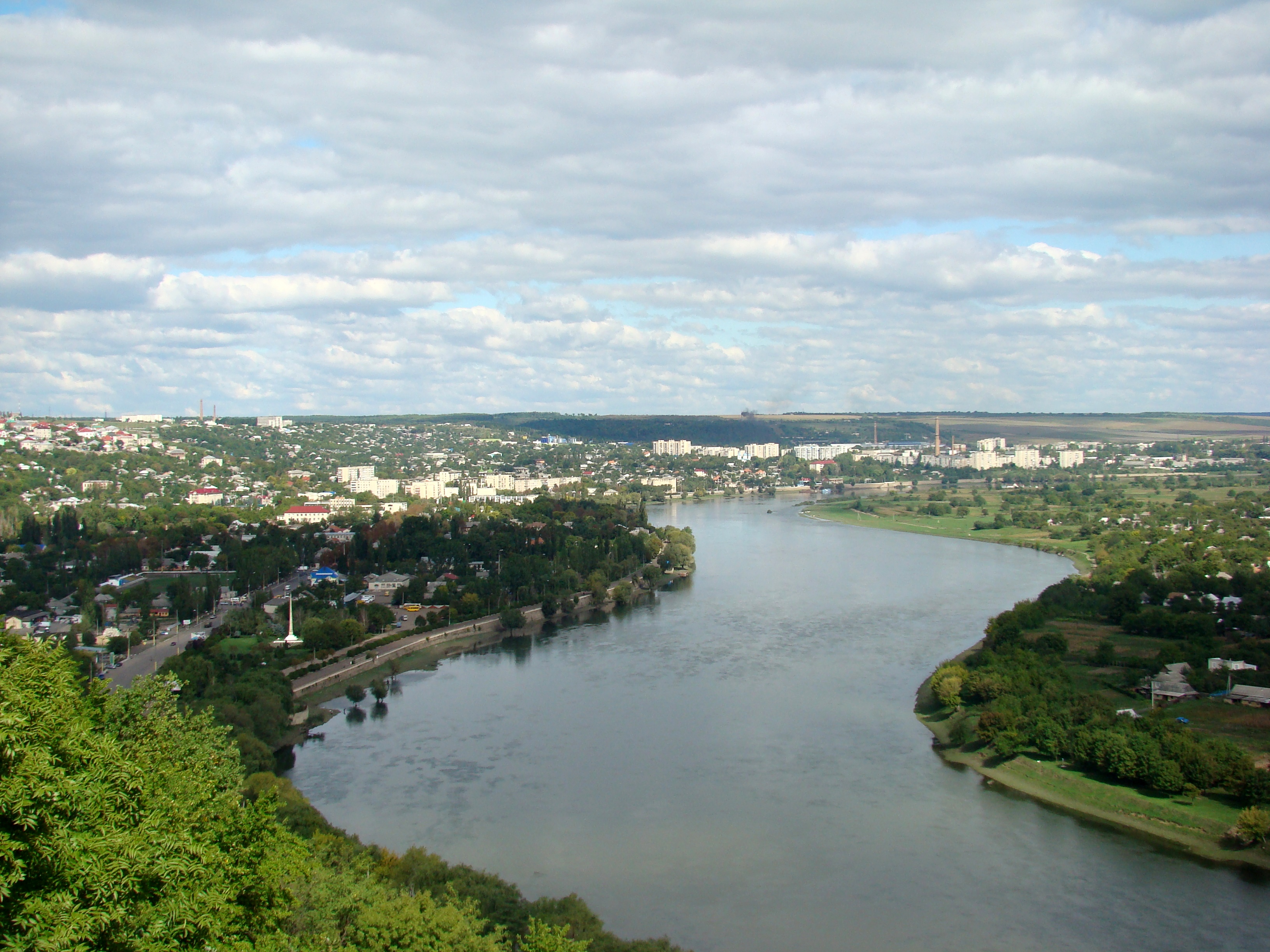
Le Nistre à Soroca, chef-lieu du Raion de Soroca
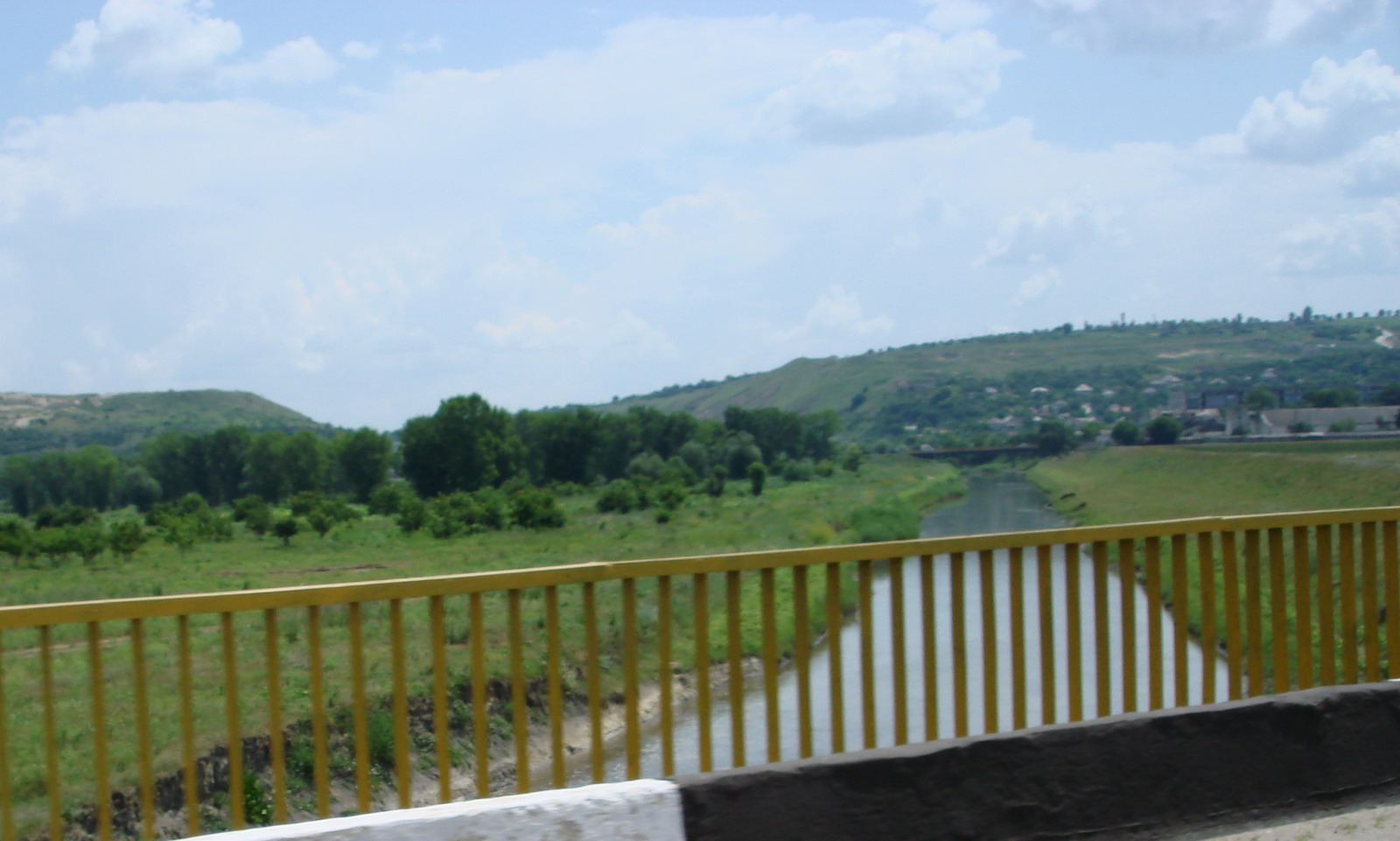
Orhei, chef-lieu du Raion d'Orhei